# Yasna (kvinnonamn)

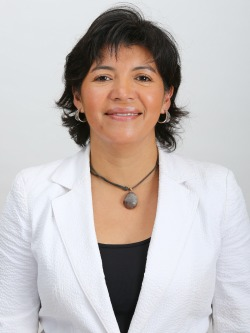
Yasna Provoste, 2014.

Yasna (persiska: یسنا) är ett persiskt kvinnonamn som betyder "andakt" eller "fest". I den senare betydelsen är det synonymt med jashn (جشن). Yasna förekommer i Iran, Afghanistan och Irakiska Kurdistan.
Yasna är även namnet på zoroastrismens heligaste ceremoni. 